# كيمبو

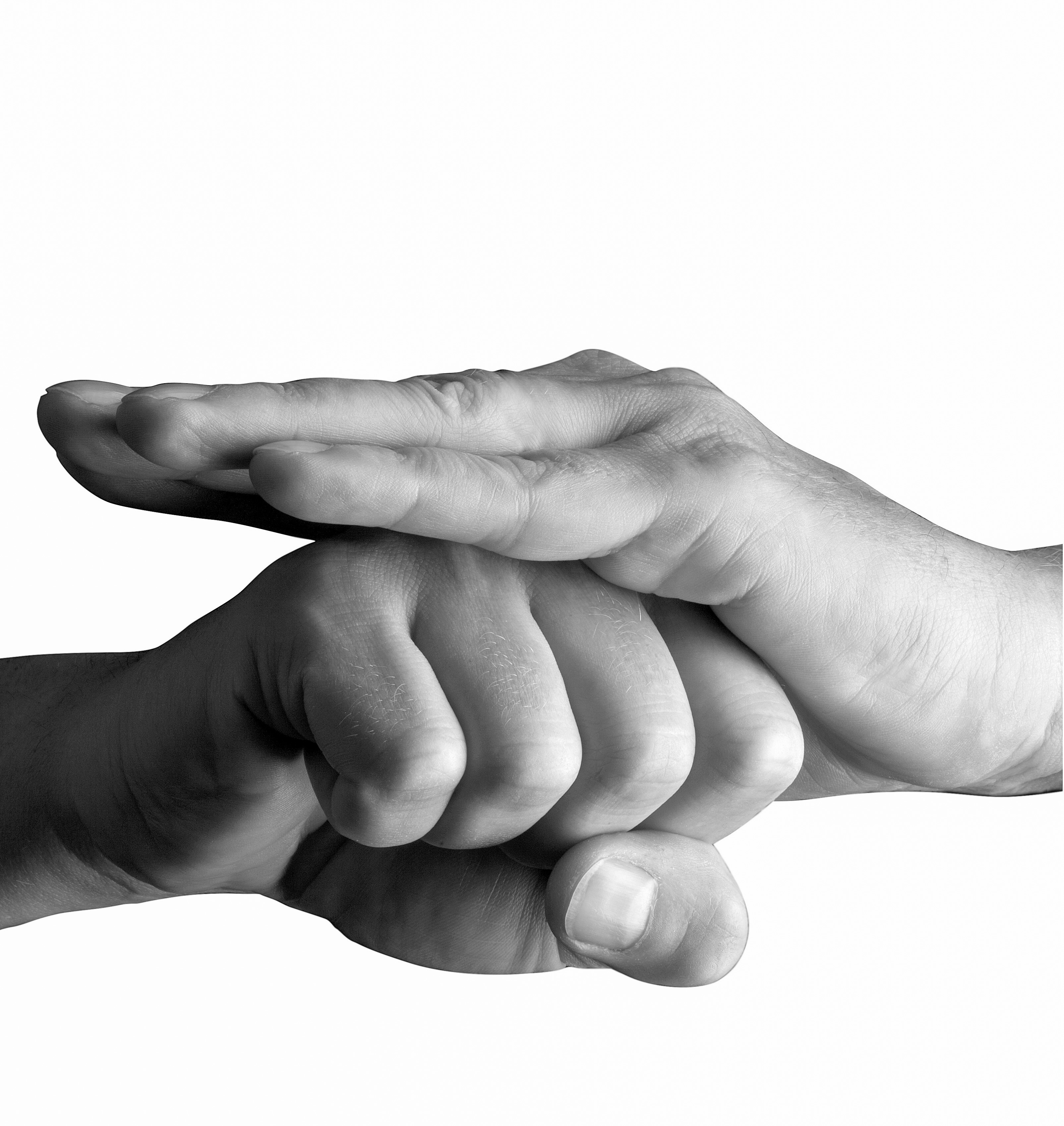

الكينبو (باليابانية 拳法) هو المصطلح الذي يطلقه اليابانيون على الفنون القتالية الصينية؛ أو أي فن قتالي متأثر بها، مثل الكيمبو كاراتيه (يفضل اليابانيون أن يطلقوا اسم كينبو على الفنون الصينية وكيمبو على الفنون اليابانية للتفريق بينهما).

## اقرأ أيضا
- شورينجي كيمبو